# Херберт Файгъл
Херберт Файгъл (на немски: Herbert Feigl) е австрийско-американски философ.

## Биография
Роден е на 14 декември 1902 година в Райхенберг в еврейско семейство на дизайнер на текстил. През 1927 година завършва Виенския университет, като по време на следването си става активен участник във Виенския кръг.
През 1930 година емигрира в Съединените щати, където преподава в Айовския (1930 – 1940) и Минесотския университет (1940 – 1971). Работи главно в областта на епистемологията и философията на науката.
Херберт Файгъл умира от рак в Минеаполис на 1 юни 1988 година.